# Astronesthes splendida
Astronesthes splendida és una espècie de peix de la família dels estòmids i de l'ordre dels estomiformes.

## Morfologia
- Els mascles poden assolir 12 cm de longitud total.[4][5]

## Hàbitat
És un peix marí i d'aigües profundes que viu entre 1-800 m de fondària.

## Distribució geogràfica
Es troba a les regions tropicals de l'Índic i del Pacífic.